# Kristopher Uy
Kristopher Robert Uy (21 de enero de 1990) es un deportista filipino que compitió en taekwondo. Ganó una medalla de plata en el Campeonato Asiático de Taekwondo de 2016 en la categoría de +87 kg.

## Palmarés internacional
| Campeonato Asiático | Campeonato Asiático | Campeonato Asiático | Campeonato Asiático |
| Año                 | Lugar               | Medalla             | Categoría           |
| ------------------- | ------------------- | ------------------- | ------------------- |
| 2016                | Pásay (Filipinas)   | Medalla de plata    | +87 kg              |